# Peristerona

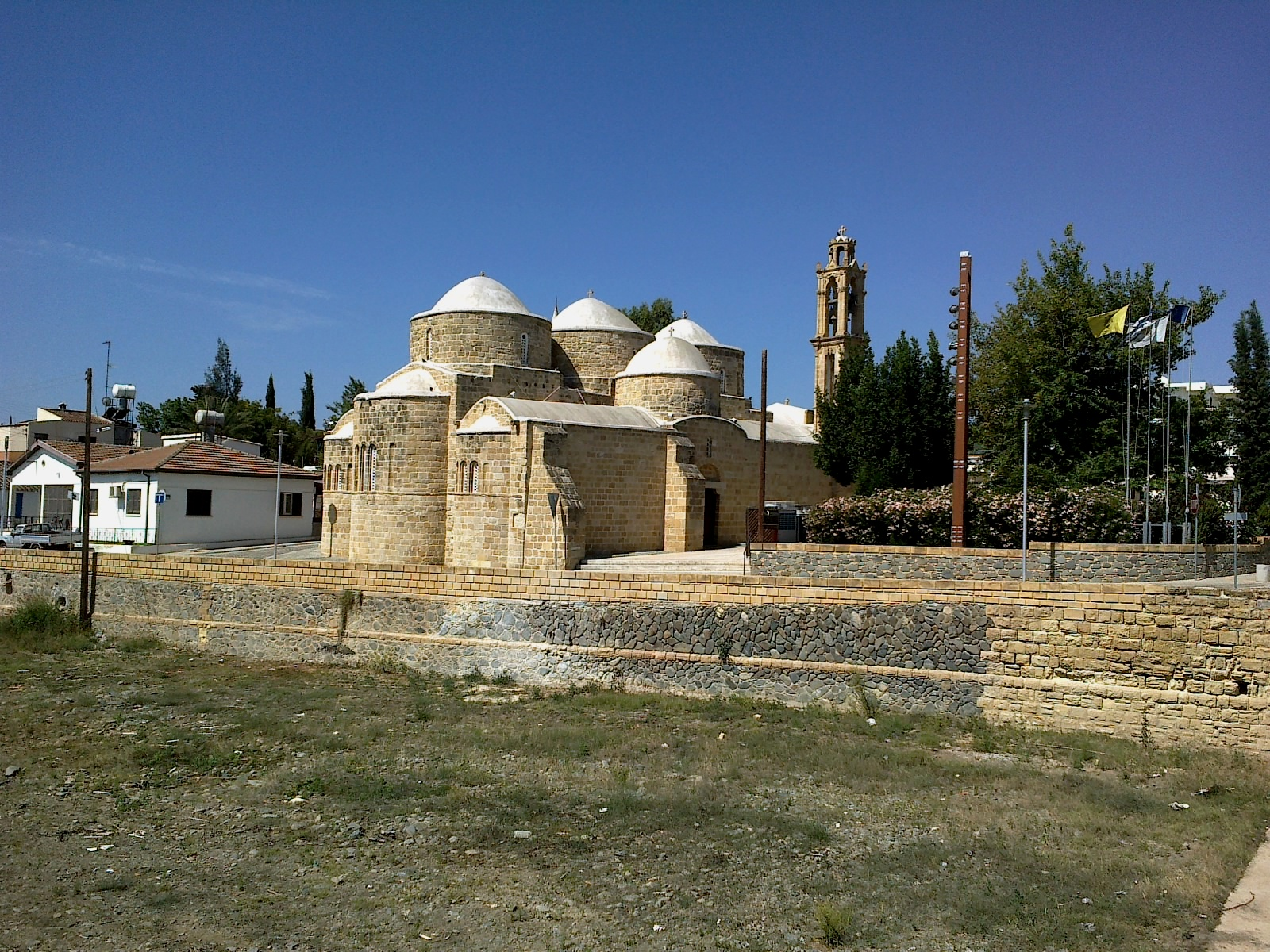
Peristerona.

Peristerona es una localidad situada a treinta y dos kilómetros al oeste de la ciudad capital de Nicosia y a cuatro kilómetros al sureste de Astromeritis que, según el senso de 1960 tenía 1166 habitantes. El nombre Peristerona deriva de la palabra griega que significa paloma o pichón (Peristeri). Hasta 1964, fue habitado tanto por los chipriotas griegos y turcos. Aunque era una aldea mixta, a diferencia de otros pueblos mixtos o turcos, los turcochipriotas no adoptaron un nombre turco alternativo para el pueblo.

## Conflicto Intercomunal
Peristerona tiene un largo antecedente como pueblo mixto. Ya en el censo otomano de 1831, los musulmanes (turcochipriotas) constituían la mayoría de los habitantes (56%) (98 turcochipriotas y 77 grecochipriotas. Solo se censaron varones). Sin embargo, en 1891, su porcentaje disminuyó a 46%. Aunque la población grecochipriota fluctuó en las últimas décadas del período británico, aumentó de manera constante que la correspondiente a los turcochipriotas. Por el censo de 1960, la cuota de grecochipriota se había elevado a 59%.
El primer desplazamiento relacionado con el conflicto registrado, en relación con Peristerona, tuvo lugar en enero de 1964. Se sabe que casi todos los habitantes turcochipriotas de Peristerona huyeron en febrero de 1964, tras el asesinato de dos policías turcochipriotas que estaban estacionados en el lugar. Esto siguió a la herida generada por un policía grecochipriota a un poblador de la otra nacionalidad en diciembre de 1963, al inicio de la lucha intercomunal. Su mudanza fue a asentamientos más seguros controlados por sus connacionales tales como las ciudades de Lefka y Nicosia.
El número de los desplazados fue de aproximadamente 500 (ya que había 476 habitantes turcos chipriotas en 1960). Algunos volvieron a la aldea en 1968, aunque en 1971 solo se registraban 23 en el lugar.
En 1974, todos los turcochipriotas que se habían reasentado en Peristerona en 1968 abandonaron el pueblo hacia el norte, tras el asesinato de dos de sus connacionales por irregulares grecochipriotas.

## Población actual
Sus ocupantes son, principalmente, los habitantes griegochipriotas originarios y los grecochipriotas desplazados desde el norte (o sus descendientes). Desde 1974, ha dado cabida a desplazados grecochipriotas, principalmente de la zona de Morfou. La mayoría de las casas vacías turcas fueron asignados para el uso de estas familias desplazadas.
Los turcochipriotas de Peristerona se encuentran diseminados por el norte de Chipre con una gran concentración en Katokopia, en Elia y la ciudad de Nicosia.
La población de 2001 era de 2173 personas.